# Campo de El Parral
Campo de El Parral (también conocido como Campo de Fuente del Berro) estaba situado en el actual barrio madrileño de Goya del distrito de Salamanca. En concreto, se encontraba entre el Paseo de Ronda (actual calle Doctor Esquerdo) y las calles Jorge Juan (la entrada al recinto se encontraba en el número 86) y de la Elipa (actual Duque de Sesto). En la actualidad, el terreno está ocupado por el Museo Casa de la Moneda. El campo era propiedad del Club Deportivo Nacional de Madrid. Además, el Club Atlético de Madrid, entonces conocido como Athletic de Madrid, también disputó varios partidos como local en régimen de alquiler cuando no disponía de campo propio tras no alcanzar un acuerdo con los propietarios del Stadium Metropolitano y cuando el terreno de juego del Campo de Vallecas se encontraba en malas condiciones.

## Historia
El campo fue inaugurado el 1 de octubre de 1928 con un partido entre el C. D. Nacional y el Racing Club de Madrid. El resultado fue de 2-3 a favor del equipo visitante.

## Características
El rectángulo de juego tenía unas dimensiones de 100 x 61 y estaba rodeado por un grada de 11 filas y otra en un fondo de 17 filas. El aforo máximo estaba calculado para 12.000 espectadores.